# 宮城電気鉄道
宮城電気鉄道（みやぎでんきてつどう）は、かつて宮城県に存在した鉄道事業者である。略称は宮電。現在の東日本旅客鉄道（JR東日本）仙石線にあたる路線を運営していた。元々は商社の高田商会が余剰電力を活用するために計画した鉄道で、1922年（大正11年）に設立された。しかし、鉄道の建設中に高田商会はこの鉄道事業から手を引き、それ以後は宮城電気鉄道が独自に資金を調達して鉄道の建設を続けた。1925年（大正14年）に仙台駅から西塩釜駅の区間が開業し、1928年（昭和3年）に石巻駅までの全線が開通した。戦中の1944年（昭和19年）に国有化されて仙石線となった（戦時買収私鉄）。

## 歴史

### 高田商会と余剰電力
高田商会は1881年（明治14年）に貿易会社として設立された。創業者は高田慎蔵である。後に高田商会は宮城県栗原郡鶯沢村（現在の栗原市）の細倉鉱山の経営にも関わるようになり、これが高田商会の宮城県との関わりの端緒とされる。高田商会の資本参加により細倉鉱山は高田鉱山とも呼ばれるようになった。この鉱山の所長だった山本豊次こそが、後に宮城電気鉄道の社長となる人物である。
1914年（大正3年）7月28日に第一次世界大戦が始まると、日本では1915年（大正4年）下半期から商品輸出の影響で「大戦景気」と呼ばれる好景気となった。この年、高田鉱山では、軍用需要の高まりをみせていた亜鉛の電気分解に山本豊次が成功した。1916年（大正5年）に猪苗代第一発電所および当時建設中の猪苗代第二発電所に隣接する福島県耶麻郡磐梯村の高田商会大寺精錬所で亜鉛の湿式精錬が開始された。高田鉱山においても亜鉛生産が行われ、1917年（大正6年）および1918年（大正7年）に最盛期を迎えた。1918年（大正7年）に猪苗代から当時の東京府東京市まで高圧送電線が完成し、帝都の電力需要をまかなうことになったため、高田商会はこの代わりに高田鉱山近くの江合水電との間で発電開始後10年間の電力買取契約を交した。
しかし、1918年（大正7年）11月11日に第一次世界大戦が終結すると、亜鉛の需要は激減する一方で、1919年（大正8年）に江合水電からの電力供給体制が整い、亜鉛の精錬用だった電力が過剰に余るようになった。山本は1920年（大正9年）に宮城送電興業と旭紡績の二つの会社を設立して余剰電力の約8割を消費することができたが、余剰電力の約2割に当たる700キロワットの消費先がさらに必要だった。

### 鉄道路線の建設
この残りの余剰電力を消費するために計画されたのが宮城電気鉄道だった。当初の計画では、宮城県仙台市の宮城県庁付近を起点として、当時の宮城郡原町、岩切村、高砂村、多賀城村、塩竈町を経て松島村に至る鉄道路線だった。建設費は270万円と見込まれていた。収支の概算では仙台と塩竈の間の旅客が主要な利用客と見なされ、貨物については塩竈と松島の間は一切考慮されていなかった。
この鉄道の免許申請は1921年（大正10年）5月に行われた。当初の発起人には高田釜吉や山本豊次など、高田商会の関係者10名が名を連ねた。『松島町史』では、宮城電気鉄道の発起人として伊沢平左衛門、中村梅三、松良善熙、遊佐寿助、大宮司雅之輔、齋藤宗蔵、西条芳三郎、高城畊造が挙げられているが、これについては宮城電気鉄道の計画の進展に伴って発起人が高田商会の関係者から地元の有力者に移されていった結果ではないだろうかと『石巻の歴史』は推し量っている。また、翌年に200名近くの発起人が追加された。この鉄道計画は1921年（大正10年）12月に許可され、これから間もない1922年（大正11年）3月に松島から石巻までの区間の追加申請が行われた。この路線の延長は、当初から構想としてあったものとも、石巻の実業家の働きかけの結果とも言われている。石巻への延長の許可は1923年（大正12年）3月におりた。一方で、宮城県庁から省線の仙台駅までの区間は、仙台市電の建設計画に影響を受けて断念された。
鉄道会社の創設のために10万株が募集された。発起人引き受け分が5万560株、賛成人引き受け分が4万9440株、株主は合計2976人となった。1922年（大正11年）9月、仙台市公会堂で宮城電気鉄道の創立総会が行われた。ここで、社長に山本豊次が選ばれ、相談役に高田釜吉が就いた。資本金は500万円だった。当時、松島には東北本線の松島駅（初代）があり、また塩竈には塩竈線の塩竈駅があって、それぞれ鉄道で仙台駅と結ばれていたが、山本は国有の幹線鉄道とは異なる都市型の近郊鉄道を目指していたとされる。
こうして鉄道の敷設に取り掛かることになった宮城電気鉄道だったが、その前途は多難だった。1923年（大正12年）3月、高田鉱山で大火災が発生し、同年9月1日には大正関東地震（関東大震災）が発生した。この影響で宮城電気鉄道の後ろ盾だった高田商会の経営は傾き、宮城県の事業から手を引いた。また、東京の株主からの払い込みも滞った。資材の搬入も遅れた。こうした困難な状況の中で、山本は宮城電気鉄道に残り、鉄道の建設に専念する道を選んだ。高田商会の撤退で資金繰りに困った宮城電気鉄道はまず安田銀行に相談したが、これは結実しなかった。宮城電気鉄道に救いの手を差し伸べたのは日本生命保険の弘世助太郎で、日本生命保険は宮城電気鉄道に100万円を融資した。ただしこれは、開業後の1926年（大正15年）に仙台駅から西塩釜駅までの区間を担保として行われたものである。宮城電気鉄道は石巻までの全線開通までに、やはり路線自体を担保に日本生命保険から合計300万円を借り入れた。

### 開業とその後の経緯

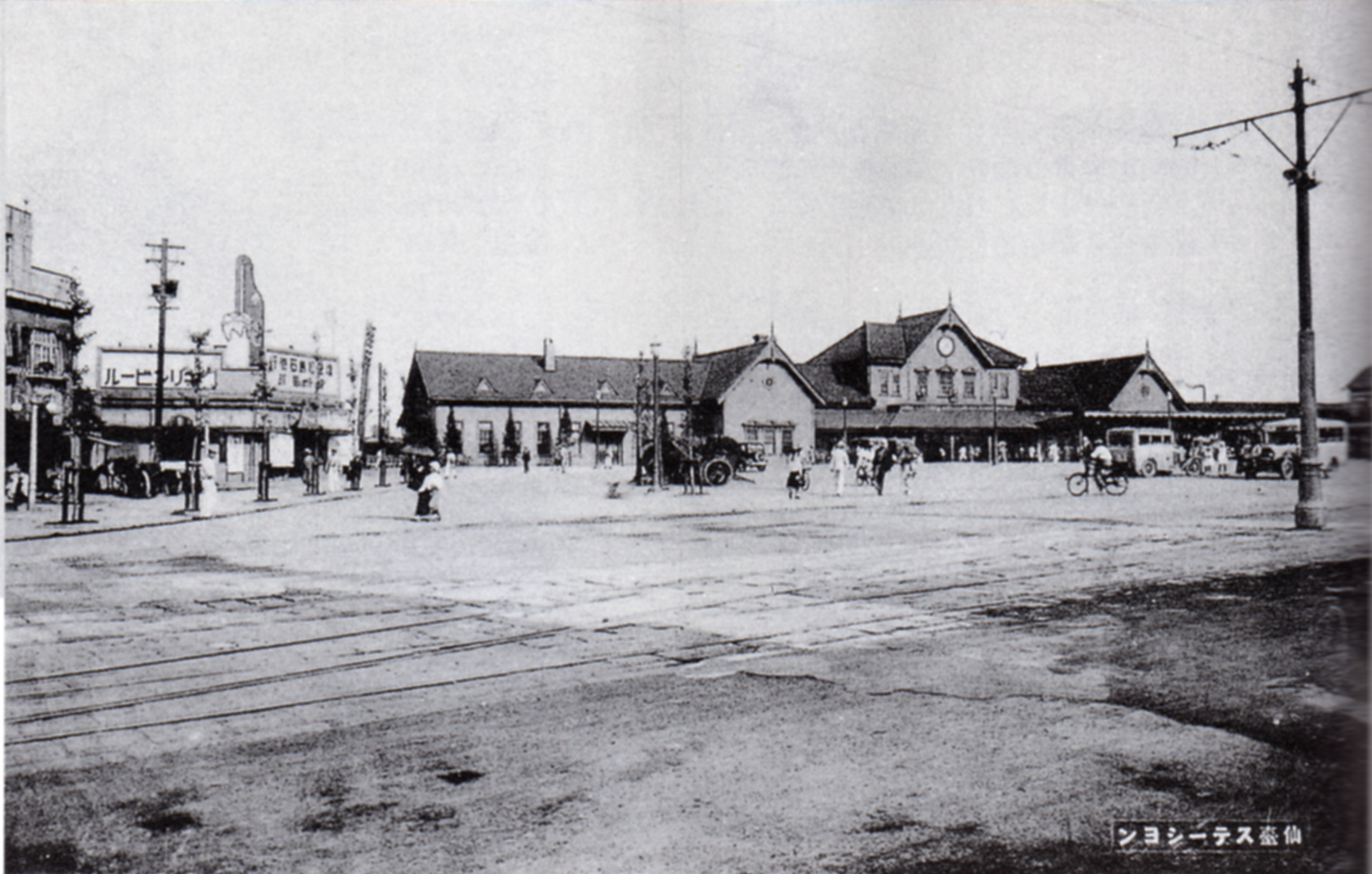
宮電仙台駅の地上駅舎（写真左）と、省線の仙台駅駅舎（写真右）

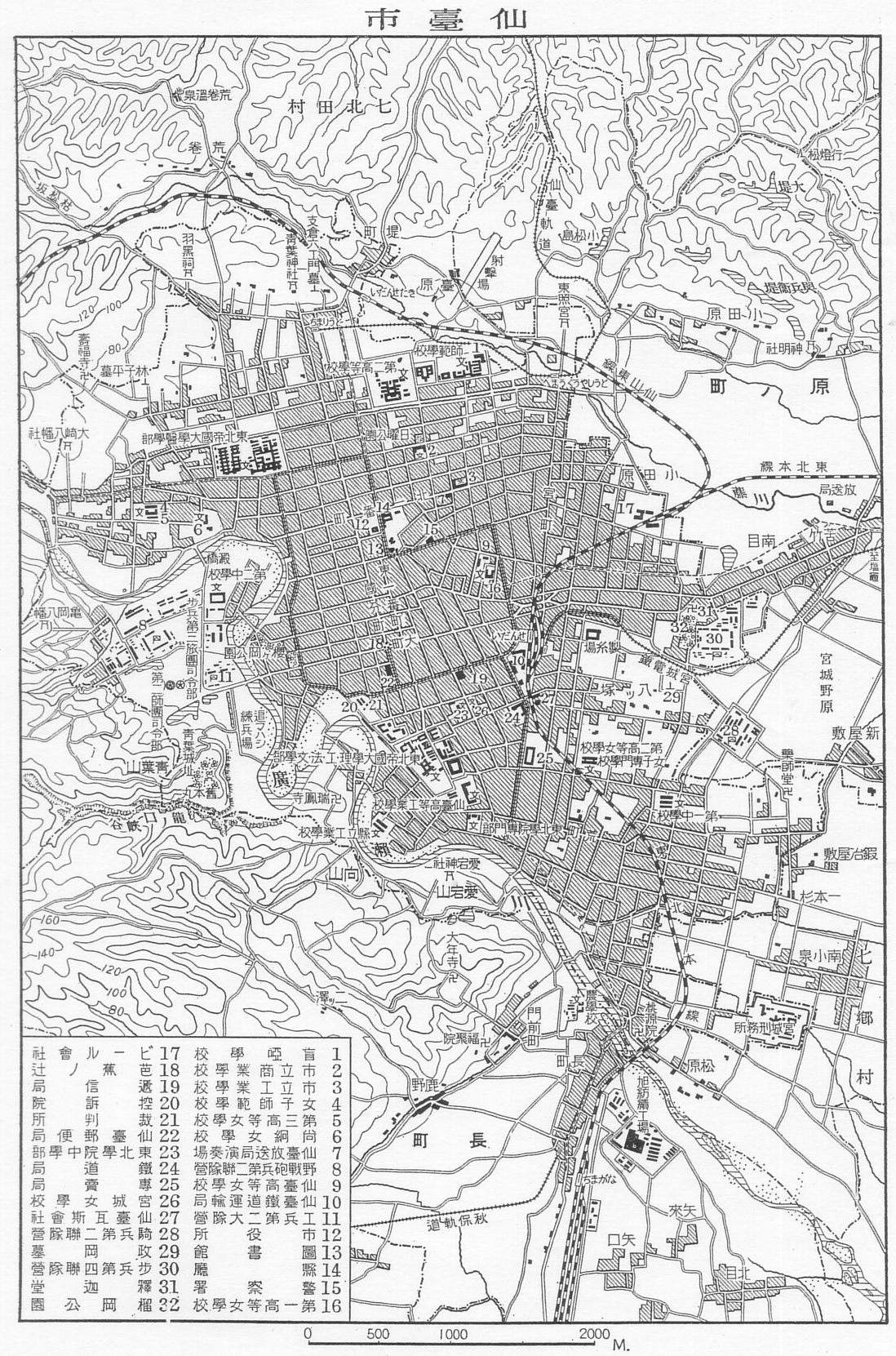
1927年（昭和2年）頃の仙台市および近郊地図。宮城電気鉄道が地図の中央付近から右側にかけて描かれている。榴岡公園のある丘陵地や片倉製糸工場を避けるように線路が蛇行している。

宮城電気鉄道は1925年（大正14年）6月4日に仙台駅から西塩釜駅の間で開業した。この二つの駅のほかには東七番丁駅、榴ケ岡駅、陸前原ノ町駅、福田町駅、陸前高砂駅、多賀城駅があった。仙台駅と西塩釜駅の間の運賃については3等が25銭で2等はその倍だった。回数券や定期券も存在し、手荷物や小荷物、貨物の取り扱いがあった。仙台発の始発列車が5時35分発、最終列車が23時24分発、西塩釜発の始発列車が5時20分発、最終列車が23時12分発で、1日に29往復というダイヤだった。車両については、電気機関車1両、旅客用電車5両、貨車10両をもって開業を迎えた。西塩釜駅の立地の悪さがあったにもかかわらず多くの旅客が利用し、開業初年度の旅客数は当初の予測に対して2倍近いものだった。この後、宮城電気鉄道は1926年（大正15年）4月14日に本塩釜駅まで延びて、それにともなって旅客も順調に増えた。

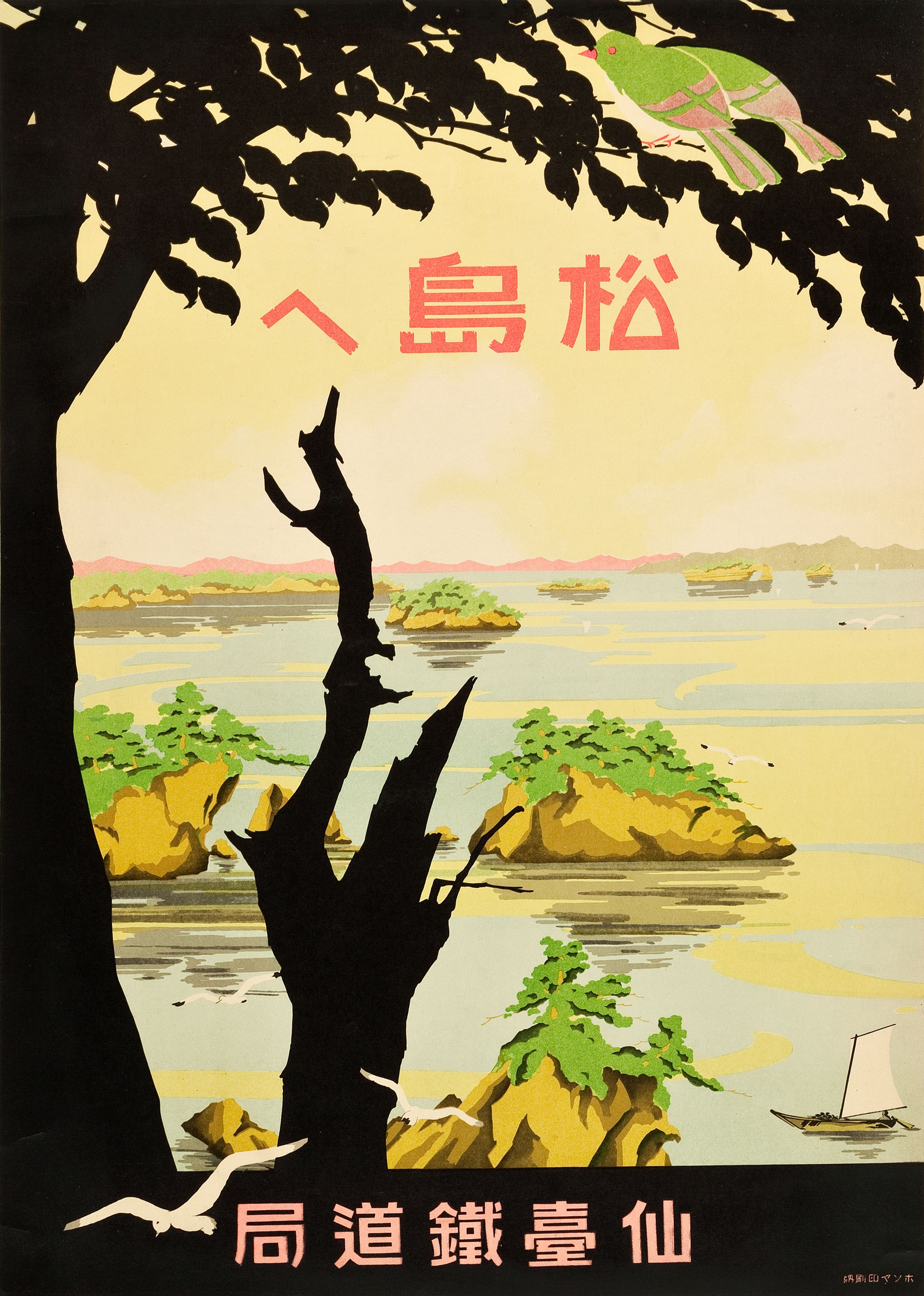
松島行きの旅客で宮城電気鉄道と競合する鉄道省仙台鉄道局のポスター（1930年代）。

宮城電気鉄道は1927年（昭和2年）4月18日に松島公園駅（現在の松島海岸駅）へと延伸した。この松島延伸にあわせて、宮城電気鉄道は劇場や食堂、浴場、人形の家からなる松島遊園の建設を計画していた。この施設は松島公園内の県有地1800坪を借りて建設され、松島公園駅開業から約3箇月後の8月1日に開園した。宮城電気鉄道は雑誌に行楽広告を載せて松島への観光客の誘致を図っていたが、松島遊園の事業は赤字でも黒字でもなくとんとんだったという。また、実業家の高橋良作による松島水族館が松島公園駅開業とほぼ同時期の4月に開園している。
1928年（昭和3年）4月10日に宮城電気鉄道は陸前小野駅まで延び、同年11月22日には石巻駅までの全線開通を果たした。仙台駅と石巻駅の間の3等運賃は1円50銭であり、1930年（昭和5年）時点のダイヤで仙台駅と石巻駅の間を走る列車は6往復あって、その所要時間は1時間40分だった。こうして全線が開通した宮城電気鉄道だったが、全線を乗り通す旅客は想定より少なく、旅客の大部分は仙台と塩竈の間に集中した。山本の言葉によれば、鳴瀬川を境に旅客の移動が分かれていると評される状態だったという。また、石巻には小牛田駅と石巻駅を結ぶ仙北軽便鉄道が大正時代初めに開通しており、これが国有化されて石巻線となっていた。石巻における貨物輸送については石巻線が主流のままだった。その後、昭和恐慌の影響で1930年（昭和5年）に宮城電気鉄道の旅客数は大きく減少し、その後も低調な状態が続いた。1935年（昭和10年）から業績が再び伸びるようになり、戦時体制下になるにつれ活況を呈するようになった。
1933年（昭和8年）、松島観光のための展望車が宮城電気鉄道に導入された。列車にガイドガールが添乗し、旅客に紅茶をふるまうサービスが行われていたという。1939年（昭和14年）時点のダイヤでは、仙台から塩竈まで15分間隔で1日60往復、松島まで30分間隔で38往復、石巻まで1時間間隔で18往復の列車が運転されるようになっていた。また、東七番丁駅から陸前原ノ町駅までの区間が1942年（昭和17年）に複線となった（1943年に複線化とも）。山本は東七番丁駅から西塩釜駅までの区間を複線化した上で、7分間隔の列車運行を考えていたという。

### 支線の建設と松島電車の買収
宮城電気鉄道は1937年（昭和12年）に新たな路線の許可申請を行った。これは石巻駅近くの山下付近から旧北上川河口付近の石巻港に至る臨港線である。宮城電気鉄道が自ら願い出た形の申請だったが、実際には石巻市からの積極的な働きかけがあったと言われる。この臨港線は貨客共に取り扱う路線として計画されていた。この申請の最中に、石巻市は日本製紙の前身に当たる東北振興パルプの誘致に成功し、その工場がこの臨港線の沿線に建設されることになった。これを受けて宮城電気鉄道は、東北振興パルプの工場へ引き込み線を設けることを、臨港線の計画に加えて請願した。工場の建設に必要な物資や、稼動後の工場で使う資材などの輸送を行うことと引き換えに、宮城電気鉄道は東北振興パルプから資金を借りる計画にもなっていた。臨港線の認可は1938年（昭和13年）に下り、さらに工場の建設を急ぐために臨港線の工区を分割して、山下から工場付近までの区間を先に工事することが認められた。臨港線の分岐点となる宮電山下駅（現在の陸前山下駅）が1939年（昭和14年）2月1日にまず開業し、同年11月4日に東北振興パルプ工場の近くの釜駅（現在の石巻港駅）までの区間の営業が始まった。
釜駅から旧北上川河口付近の石巻港に至る区間の工事については、石巻港の計画が不確定である、また資材の調達が困難である、という理由で建設期限の延期が繰り返されていた。石巻港まで線路の敷設は行われていたが、開業できないまま国有化を迎え、後に線路が撤去されたという。この区間は戦後に貨物線として改めて建設されることになる。
臨港線が開業した1939年（昭和14年）、宮城電気鉄道は松島電車を買収した。松島電車は宮城電気鉄道の開業より前の1922年（大正11年）に営業を始めていた鉄道で、東北本線の松島駅（初代）から松島の五大堂付近を結んでいた。しかし、宮城電気鉄道の開業に影響を受けて松島電車は経営難に陥り、電車の運行が出来ない状態になっていた。買収の表向きの理由は、景勝地である松島の交通機関が失われることは忍びがたいというものだったが、実際には鉄道省や松島電車から宮城電気鉄道へ働きかけがあったという。宮城電気鉄道は、松島電車の路線のうち東北本線の松島駅（初代）から宮城電気鉄道の新富山駅までの区間を地方鉄道として再生する構想を立てた。しかし、この構想は実現する事無く、宮城電気鉄道は国有化を迎えた。

### 鉄道線の国有化
戦時色が濃くなるにつれて、日本では国家による交通機関の統制が行われるようになり、1940年（昭和15年）には陸運統制令が施行された。これによって政府命令による交通機関の統合や買収が日本各地で進められるようになった。宮城電気鉄道も買収の対象となり、1944年（昭和19年）5月に国有の仙石線となった。この頃の宮城電気鉄道の沿線では、東京第一陸軍造兵廠仙台製造所、多賀城海軍工廠、矢本飛行場が稼動していた。東京第一陸軍造兵廠仙台製造所への工員輸送のために新田駅を移設する形で苦竹駅が設置され、また矢本駅から矢本飛行場へ軍用線が引き込まれ、航空燃料の輸送が行われていた。こうした軍事関係の物資の輸送、工員の通勤を鑑みた買収だったとされる。会社としての宮城電気鉄道は関係官庁の指導で証券保有会社としてひとまず存続したが、官庁の指導方針が変わったことで同年12月に宮城電気鉄道は解散を申請した。買収価格は2400万5946円（国債交付額2476万500円）だったが、国債は後に戦後のインフレで紙くず同然になった。また、買収により宮城電気鉄道の職員69名は国有鉄道の職員となった。
戦後、宮城電気鉄道の私鉄へ復帰を求める元株主の動きがあり、元社長の中村梅三がこれに努めた。しかし、沿線の自治体は国有鉄道としての仙石線を望み、また国有鉄道の労働組合も私鉄への復帰に反対したという。会社として存続していなかったこともあって、宮城電気鉄道の復活はならなかった。国有化からしばらく経った1956年（昭和31年）、仙石線に管理所が発足した。管理所制度は国鉄が非採算線区の経営改善のために起こしたもので、仙石線管理所はその初となる事例だった。この中で責任者である所長は、宮城電気鉄道の元幹部から話を聞き、仙石線の経営改善に活かしたという。
なお国有化以後の詳細は仙石線の項目を参照のこと。

### 年表
- 1921年（大正10年）12月3日、鉄道免許状下付（仙台市 - 宮城郡松島村間）[40]。
- 1922年（大正11年）9月9日、宮城電気鉄道株式会社設立[41][42]。
- 1923年（大正12年）3月8日、鉄道免許状下付（宮城郡松島村 - 牡鹿郡石巻町間）[43]。
- 1924年（大正13年）3月14日、鉄道免許状下付（宮城郡塩釜町赤浜 - 同郡同町築港地）[44]。
- 1925年（大正14年）6月5日、仙台 - 西塩釜間運輸開始[45]。
- 1926年（大正15年）4月14日、西塩釜 - 本塩釜間運輸開始[46]。
- 1927年（昭和2年）4月18日、本塩釜 - 松島公園間運輸開始[47]。
- 1928年（昭和3年）
  - 4月10日、松島公園 - 陸前小野間運輸開始[48]。
  - 11月22日、陸前小野 - 石巻間運輸開始[49]。
- 1935年（昭和10年）4月17日、鉄道免許取消（宮城郡塩竈町地内 指定ノ期限マテニ工事竣功セサルタメ）[50]。
- 1938年（昭和13年）12月20日、鉄道免許状下付（牡鹿郡蛇田村-石巻市門脇町間）[51]。
- 1939年（昭和14年）
  - 5月10日、松島電車譲受認可[52]。
  - 11月7日、宮電山下 - 釜間貨物運輸開始[53]。
  - 12月27日、宮電山下 - 釜間旅客運輸開始[54]。
- 1944年（昭和19年）5月1日、国有化され仙石線となる[55]。

## 日本で最初の地下鉄道
1925年（大正14年）に開業した宮城電気鉄道の仙台駅（北緯38度15分40.8秒 東経140度52分54.8秒 / 北緯38.261333度 東経140.881889度）は、省線の東北本線との交差のために地下駅として建設された。それに伴い、仙台駅に至る数百メートルの区間も地下路線となっていた。この区間の開業は、日本初の地下鉄とされる東京地下鉄道（現在の東京地下鉄銀座線）開通よりも2年半早く、また郊外電車の地下乗り入れとしても神戸有馬電気鉄道（現在の神戸電鉄有馬線）の湊川地下線開通よりも3年早いものであった。
この地下駅と地下路線の設置は、高田商会が開業前に招聘した外国人技師を現場に案内し、駅を仙台駅東口に設ける計画を示したところ「By tube!」（地下鉄で!）と西口までの線路延伸を強く提案したことが契機で、さらに将来の県庁附近への延伸も視野に入れたものであった。鉄道省としては経験・実績がなく一度は躊躇したものの、新規技術の提案として認めた。結果的にトンネル掘削をした場所は地盤が固すぎる位で、鉄道省の心配した落盤事故は生じ得なかったが、逆に宮城電気鉄道側にしては、予想外に工事費がかさみ苦しい財政状況もあって、駅前のターミナルまで掘り本格的地下駅舎を作る予算がなくなった。やむを得ず、このトンネルが複線断面であることを逆手にとり一線とそのプラットホームをトンネルに設けた結果、地下駅の最初の形態がトンネルの中という形に落ち着いた。
このほかにも宮城電気鉄道では立派な鉄道設備が用いられていた。電化方式には日本では1922年（大正11年）に大阪鉄道（現在の近鉄南大阪線）で使われ始めたばかりの直流1500ボルトが用いられ、レールにはその当時における国鉄幹線級の37キログラム、さらに踏切などではそれを上回る50キログラムのものが使用されていた。加えて色灯式自動信号機が採用されていた。

## 運行概要
1934年11月1日訂補
列車本数：朝方除き
仙台 - 東塩釜間は5-23時台に30分間隔
東塩釜 - 石巻間は5-22時台に1時間間隔
所要時間
仙台 - 松島公園間49-53分（所要38分の急行もあり）
仙台 - 石巻間1時間39-43分（急行は1時間25分前後）
1942年4月1日訂補
列車本数
仙台 - 本塩釜間は15分間隔
本塩釜 - 松島公園間は30分間隔
松島公園 - 石巻間は1時間間隔（5-23時台）
所要時間
仙台 - 松島公園間49-50分
仙台 - 石巻間1時間41分

## 輸送・収支実績
| 年度 | 乗客（人） | 貨物量（トン） | 営業収入（円） | 営業費（円） | 益金（円） | その他益金（円） | その他損金（円）                    | 支払利子（円） | 政府補助金（円） |
| ---- | ---------- | -------------- | -------------- | ------------ | ---------- | ---------------- | ----------------------------------- | -------------- | ---------------- |
| 1925 | 1,543,762  | 470            | 246,778        | 127,385      | 119,393    | 配当補足金36,369 |                                     | 55,762         |                  |
| 1926 | 2,282,159  | 11,804         | 368,759        | 142,220      | 226,539    |                  |                                     |                |                  |
| 1927 | 2,713,254  | 22,258         | 468,750        | 176,736      | 292,014    | 松島遊園1,081    |                                     | 98,548         |                  |
| 1928 | 2,977,890  | 44,905         | 667,995        | 256,407      | 411,588    | 遊園地3,044      |                                     | 154,969        |                  |
| 1929 | 2,677,952  | 24,589         | 732,119        | 269,220      | 462,899    | 自動車3,461      |                                     |                |                  |
| 1930 | 2,123,364  | 22,820         | 598,720        | 297,575      | 301,145    |                  | 遊園地自動車10,752雑損償却金172,089 | 192,226        | 59,672           |
| 1931 | 2,150,101  | 26,534         | 542,251        | 282,730      | 259,521    |                  | 雑損27,735償却金83,354自動車4,391   | 188,882        | 49,944           |
| 1932 | 2,041,650  | 30,140         | 508,055        | 262,959      | 245,096    |                  | 雑損14,092償却金28,371              | 160,218        | 55,296           |
| 1933 | 2,144,391  | 36,296         | 533,459        | 277,574      | 255,885    |                  | 雑損7,869遊園地50                   | 163,689        | 51,965           |
| 1934 | 1,994,364  | 47,950         | 501,284        | 280,770      | 220,514    |                  | 雑損償却金78,558自動車9,355         | 147,191        | 137,553          |
| 1935 | 2,109,581  | 52,554         | 532,819        | 292,253      | 240,566    |                  | 雑損償却金55,574自動車9,700         | 131,359        | 135,487          |
| 1936 | 2,335,704  | 60,016         | 575,587        | 299,219      | 276,368    |                  | 雑損償却金145,532自動車1,125        | 98,734         | 131,568          |
| 1937 | 2,494,333  | 62,567         | 609,918        | 332,200      | 277,718    |                  | 自動車5,330雑損138,614              | 92,359         | 58,400           |
| 1939 | 4,002,870  | 106,125        |                |              |            |                  |                                     |                |                  |
| 1941 | 7,218,690  | 345,358        |                |              |            |                  |                                     |                |                  |
| 1943 | 12,121,028 | 489,305        |                |              |            |                  |                                     |                |                  |

- 鉄道省鉄道統計資料、鉄道統計資料、鉄道統計、国有鉄道陸運統計各年度版

## 車両
1944年（昭和19年）5月1日、国有化時の在籍車を記す。電気機関車2形式3両、電車10形式24両、貨車37両であったが、戦後の1946年に宮城電気鉄道が発注した4両が、国有鉄道（運輸省）に納入された。

### 電気機関車
ED27形 (ED271, 272)
1924年ウェスティングハウス・エレクトリック社製（旧形式キ1形）
ED35形 (ED353)
1942年東京芝浦電気製

### 電車
モハニ101形 (101-103)
1925年蒲田車輛製の木造車（旧形式デボハニ101形 → デハニ101形）
モハニ201形 (201)
1925年蒲田車輛製の木造車（旧形式デハニ201形）
モハ220形 (220)
1925年蒲田車輛製の木造車（旧形式デハニ201形 → デモハ220形 → デハ220形）
クハ301形 (301-303)
1926年日本車輌製造東京支店製の木造車（旧形式サハ301形）
クハ401形 (401, 402)
1927年汽車製造東京支店製の半鋼製車（旧形式テサハ401形）
モハ501形 (501, 502)
1928年汽車製造東京支店製の半鋼製車（旧形式テサハ501形）
モハ601形 (601, 602)
1928年汽車製造東京支店製の半鋼製車（旧形式デテロハ601形 → デテハ601形）
クハニ701形 (701, 702)
1928年汽車製造東京支店製の半鋼製車（旧形式テサハニ701形）
モハ801形
801, 802
1937年日本車両製造東京支店製の半鋼製車（旧形式クハ801形）
803 - 805
1941年日本車両製造東京支店製の半鋼製車
806, 807
1941年日本鉄道自動車製の半鋼製車（旧形式クハ881形）
モハ901形 (901)
1938年に旧鉄道省モハ1形モハ1050を譲り受けたもの。木造車。1923年汽車支店製
モハ810形 (810-813)
1946年日車支店製の半鋼製車（宮城電気鉄道発注車を国有化後に購入）

## 施設
- 塩釜変電所、回転変流器（交流側550V直流側750V）直流側の出力250kW、常用2、予備1、製造所WH
- 赤井変電所、回転変流器（交流側550V直流側750V）直流側の出力220kW、常用2、予備1、製造所WH
  - 『仙台逓信局管内電気事業要覧. 第18回』（国立国会図書館デジタルコレクション）